# Århus universitet

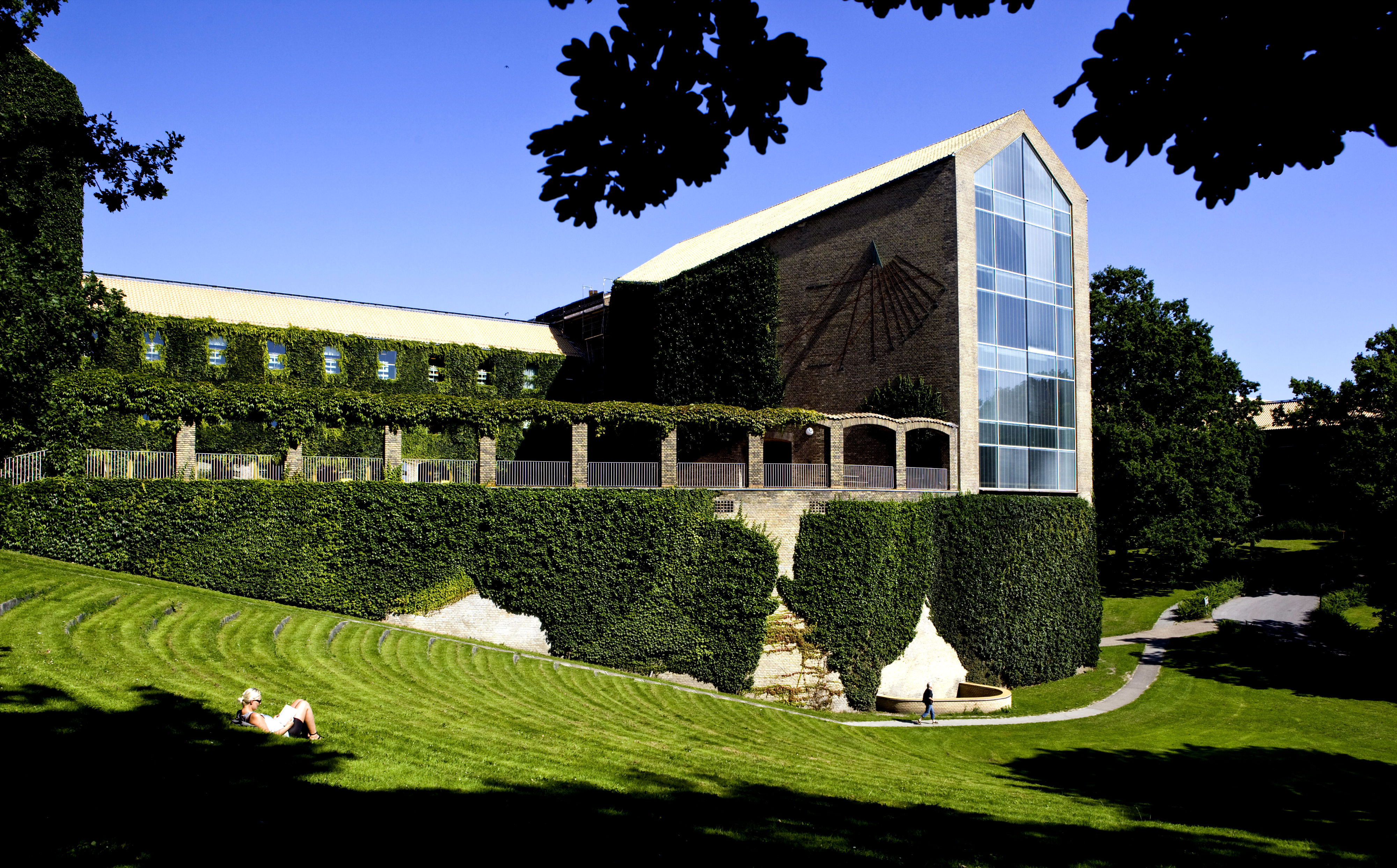
Aarhus universitet.

Århus universitet (danska: Aarhus Universitet, latin: Universitas Arhusiensis), förkortat AU, är ett prestigefyllt statligt universitet som ligger i Århus, Danmark. AU grundades 1928 och är Danmarks näst äldsta universitetet. Det är Danmarks största universitet efter en sammanslagning med Aarhus School of Engineering, med sammanlagt 43 600 inskrivna studenter (1 januari 2012). I de flesta prestigefyllda rankinglistor av världens bästa universitet ligger Århus universitet i topp 100. Universitetet tillhör Coimbragruppen av europeiska universitet. Århus Business School (AU BSS) som tillhör universitet, har European Foundation for Management Developments (EFMD) Equis-ackreditering, och tillhör Association to Advance Collegiate Schools of Business (AACSB) och Association of MBAs (AMBA). Detta gör handelshögskolan på Århus universitet till en av de få som har så kallade Triple Crown-ackrediteringar.  
Tysken Theodor Geiger, Danmarks första professor i sociologi, var verksam vid Århus universitet och 1997 tilldelades en annan Århus-professor, Jens Christian Skou, Nobelpriset i kemi för sin upptäckt av natrium-kaliumpumpen. Under 2010 fick Dale Mortensen, gästprofessor vid Århus universitet, Sveriges Riksbanks pris i ekonomisk vetenskap tillsammans med kollegorna Peter A. Diamond och Christopher Pissarides. 

## Generell information

### Bakgrund
Århus universitet grundades den 11 september 1928 med en budget på 33 000 danska kronor och en inskrivning av 64 studenter. Det antalet steg till 78 under det första halvåret. Universitetet var ännu inte erkänt som ett riktigt universitet och kallades enbart Universitetsundervisningen i Århus. Universitetet grundades som en reaktion på det ökande antalet studenter vid Köpenhamns universitet efter första världskriget. Klassrum hyrdes från Tekniska högskolan och undervisningskåren bestod av en professor i filosofi och fyra docenter i danska, engelska, tyska och franska. Tillsammans med Universitets-Samvirket (en förening) som bestod av representanter från århusianska företag, organisationer och institutioner, hade kommunen kämpat sedan 1921 för att Danmarks nästa universitet skulle grundas i just Århus. 
År 1929 valde kommunen ut mark där universitetet skulle byggas. Det blev ett landskap av böljande kullar tätt intill stadskärnan. Utformningen av universitetsbyggnader och 12 hektar campusområde tilldelades arkitekterna C.F. Møller, Kay Fisker och Povl Stegmann, som vann arkitekttävlingen 1931. De första byggnaderna inhyste fakulteterna för kemi, fysik och anatomi och öppnades den 11 september 1933. Samma år användes namnet Aarhus Universitet för första gången. Konstruktionen av byggnaderna finansierades enbart av donationer som uppgick till 935 000 danska kronor. En av de mest generösa bidragsgivare var De Forenede Teglværker i Aarhus (ungefär De förenande tegelbruken i Århus) lett av direktör K. Nymark. Forenede Teglværker beslutade först att donera en miljon gula tegelstenar och takpannor för ett värde av cirka 50 000 danska kronor. Senare beslutade föreningen att utöka donationen till alla tegelstenar som behövdes för att bygga universitetsbyggnaderna på campus.
Invigningen firades i ett tält på campus och i närvaro av kung Christian X, drottning Alexandrine, deras son kronprins Frederick och premiärminister Thorvald Stauning tillsammans med 1 000 andra inbjudna gäster. Den 23 april 1934 fick Århus universitet tillstånd av kungen att examinera studenter och den 10 oktober 1935 utsågs professorn och fil.dr i litteraturhistoria Ernst Frandsen till den första rektorn för universitetet. Sedan 1939 har Arkitektfirmaet C.F. Møller varit ansvariga för det fortsatta bygget av universitetets lokaler. Byggnaderna har idag en golvyta på 246 000 m2 enbart på campusområdet. Utanför campusområdet tillkommer en rad byggnader med en total golvyta på 59 000 m2.

### Fakulteter
Från och med 1928 kunde Århus universitet erbjuda kurser i språk och filosofi, men studenterna kunde inte avsluta sina studier på universitetet utan fick åka till Köpenhamns universitet för sina slutprov. På begäran av undervisningsministeriet gjordes ett utkast på hur man skulle genomföra slutprov i humanistiska ämnen vid Århus universitet. I utkastet föreslog undervisningsministeriet att en humanistisk fakultet skulle upprättas i analogi med motsvarande fakulteter i Uppsala, Lund och Åbo. Efter förhandlingar mellan universiteten i Århus och Köpenhamn, förklarade kungen den 8 maj 1935 att de slutliga examinationerna för kandidatstudenter skulle kunna hållas både vid filosofiska fakulteten i Köpenhamn och vid humanistiska fakulteten i Århus. Detta var den första slutprov Århus universitet tilläts att hålla, men den 24 juli 1936 beviljade kungen den humanistiska fakulteten examensrätt även för magisterexamen, och sedan 1940 för doktorsexamen. 
Århus Universitet hade erbjudit kurser i grundläggande medicinska ämnen från och med 1933 och den 10 oktober 1935 bildades formellt den medicinska fakulteten. Inrättandet av en medicinsk fakultet i Århus möttes med visst motstånd från den medicinska fakulteten vid universitetet i Köpenhamn. Professorerna tyckte att staten inte borde upprätta en ny fakultet förrän bristerna i den gamla hade lösts. I slutändan gick professorerna med på att underteckna en rekommendation för den nya fakulteten så länge förbättringar av den gamla inte försenades. 1953 vad den medicinska fakulteten i full verksamhet, komplett med föreläsningssalar, professorsstolar, examensrätt och forskningsanläggningar. Även sjukhusen i Århus hade byggts ut för att möta kraven från utbildningen. År 1992 gick medicinska fakulteten samman med tandläkarhögskolan och bytte namn till Hälsouniversitetet. 
Universitetet etablerade en ekonomisk och juridisk fakultet år 1936. Fakulteten hade finansieras enbart med hjälp av privata donationer och när universitetet kunde uppvisa att man hade de nödvändiga finansiella medlen, rekommenderade utbildningsministern att finansutskottet skulle godkänna inrättandet av fakulteten (27 januari 1936) eftersom staten inte behövde ge ekonomiskt stöd. Utskottet godkände och efter kunglig utfästelse den 5 november 1937 erhöll fakulteten examensrätt i ämnena nationalekonomi och juridik. När man även började erbjuda kurser i statsvetenskap och psykologi (1959 respektive 1968) bytte fakulteten namn till Samhällsvetenskapliga fakulteten.
Kurser i teologi hade erbjudits sedan 1932 vid den humanistiska fakulteten, men 1942 bildades formellt den teologiska fakulteten. Redan den 22 juni 1928 hade pastor Balslev föreslagit att Universitetsundervisningen i Århus (då universitetet ännu inte var erkänt som ett riktigt universitet) skulle erbjuda grundkurser i teologi. Trots att förslaget togs positivt emot av ledningen, påpekade den teologiska fakulteten i Köpenhamn att det skulle innebära 3 heltidsanställda lärare i Nya Testamentet, Gamla Testamentet och kyrkohistoria samt lärare i latin, grekiska och hebreiska skulle behöva lånas från den humanistiska fakulteten. Vid denna tid hade Universitetsundervisningen i Århus inte ekonomiska medel för att uppfylla dessa kriterier så ärendet lades på hyllan. I april 1931 återupptas målet, den här gången av biskop Skat Hoffmeyer som föreslog gratis undervisning i de obligatoriska ämnena. Ledningen frågade fakulteten i Köpenhamn om detta var acceptabelt, men eftersom undervisningen var gratis ansåg fakulteten i Köpenhamn att undervisningen skulle klassas som handledning snarare än egentlig undervisning. Därmed varken godkände eller bestred de av ett sådant tillvägagångssätt eftersom de inte erkände den som egentlig universitetsundervisning. Århus kommun bidrog inte med medel till undervisningen och förvaltningen ansåg att en begäran om ekonomiskt stöd från staten skulle vara meningslös, så istället bestämdes det att man strunta i att få undervisningen godkänd och starta den ändå under överinseende av Skat Hoffmeyer. Den 5 september 1932 höll pastor Asmund  den första föreläsningen i teologi. Den här typen ”privat utbildning i teologi” fortsatte ända tills universitetet kan hyra egna professorer 1938. 1942 kunde Århus universitet äntligen formellt fastställa den teologiska fakulteten. 

### Huvudbyggnaden och andra världskriget
1938 insåg universitetsledningen att det var dags att överväga en utvidgning på grund av bristen på utrymme och trängseln i föreläsningssalarna. En ny huvudbyggnad planerades, som skulle innehålla både de olika ämnesområden och administrationen. Byggnaden skulle organiseras enligt principen om skilda institut så att undervisning och forskning inom samma område ägde rum i särskilda rum med egna bibliotek och kontor för professorerna. 
Uppförandet av byggnaden ägde rum under den tyska ockupationen av Danmark (1940–1945) under andra världskriget, vilket påverkade processen på många sätt. 1943 inrättade Gestapo, Sicherheitsdienst, Geheime Feldpolizei och Abwehr sina regionala högkvarter i fem studentbostäder på campus. Av rädsla för att samma skulle hända med den nya huvudbyggnaden, försenades dess färdigställande. C.F. Møller skrev senare att för en gångs skull fanns gott om tid att arbeta med detaljerna i byggnaden, som mönstrade murverk, bullerskärmar och möbler.
Närvaron av Gestapo i Århus hade lett till flera gripanden av danska motståndskämpar och motståndsrörelsen insåg snart att de behövde hjälp utifrån. Den 15 oktober, skickade Niels Bennike, ledaren för den illegala danska underjordiska armé på Jylland, följande telegram till London: 
” Undergrunden i Jyland ved at blive revet op af Gestapo. Vigtigere at få ødelagt arkiver og bevare vore folk end at bevare arkiver og få ødelagt vore folk. Jeg beder indtrængende om, at kollegium 4 og 5, gentager 4 og 5, må blive ødelagt ved luftangreb. Det er de to vestligste, gentager vestligste, bygninger i universitetskomplekset. Haster, gentager haster.”
("Underjorden på Jylland på väg att rivas upp av Gestapo. Bättre att arkiven förstörs och vårt folk räddas än att vårt folk förstörs och arkiven skonas. Jag ber att universitetsbyggnaderna nr 4 och 5, upprepar 4 och 5, skall förstöras under flyganfall. De är de två byggnaderna längst i väster, upprepar längst i väster, som tillhör universitetskomplexet. Brådskande, upprepar brådskande.") 
Den 31 oktober 1944 bombade Storbritanniens flygvapen Gestapos högkvarter i uppehållskorridorerna 4 och 5, vilket också dödade tio civila arbetare. 2 flottiljer innehållande 25 Mosquitoflygplan utförde bombningen. Bombningen av universitetet i Århus ägde rum i ett tätbefolkat område och campus var omgivet av tre sjukhus. För att undvika civila offer förberedde RAF en modell av campus och övade att skjuta på bosättningshallarna 4 och 5 med påsar med kalk. Arkitekten C.F. Møller var i huvudbyggnaden under flyganfallet, men överlevde och grävdes sedan ut ur spillrorna. Den rekonstruerade huvudbyggnaden öppnade den 11 september 1946.  

### Nutidshistoria
Århus universitet var en oberoende institution fram till 1970, men med representanter för ledningen från kommunfullmäktige och organisationen av Universitets-Samvirket. Härefter blev universitetet ett statligt driven institution under första universitetslagen. Med nästa universitetslag, 1992, blev externa organisationer än en gång representerade i administrationen för universiteten och enligt den senaste lagen från 2003, styrs alla danska universitet av en riksomfattande universitetsstyrelse. Styrelsen utser rektor, dekaner och prefekter istället för att studenterna ska göra det. Detta utnämningssystem påbörjades i januari 2004 för första gången och i augusti 2005 utsågs en ny rektor. 
År 1994 ägde Århusmassakern rum på universitetet, då en 35-årig student öppnade eld; 3 personer (inklusive gärningsmannen) dödades och ytterligare två skadades.
Århus universitet har varit värd för anmärkningsvärda musikaliska evenemang. Grateful Dead spelade här den 16 april 1972. Föreställningen spelades in som en del av deras Europaturné 1972. 
Under de senaste åren har flera lärosäten fusionerats med Århus universitet. Efter reformen av danska universitet 2006, gick AU samman med Handels- og IngeniørHøjskolen (Handels- och ingenjörshögskolan) i Herning och Danmarks institut for Pædagogik og Uddannelse (Danmarks institut för pedagogik och utbildning) i Köpenhamn, vilket gör universitetet till ett nationsomfattande universitet. År 2012 gick Aarhus University School of Engineering samman med universitetet, vilket gör AU till Danmarks största universitet. 

### Campus

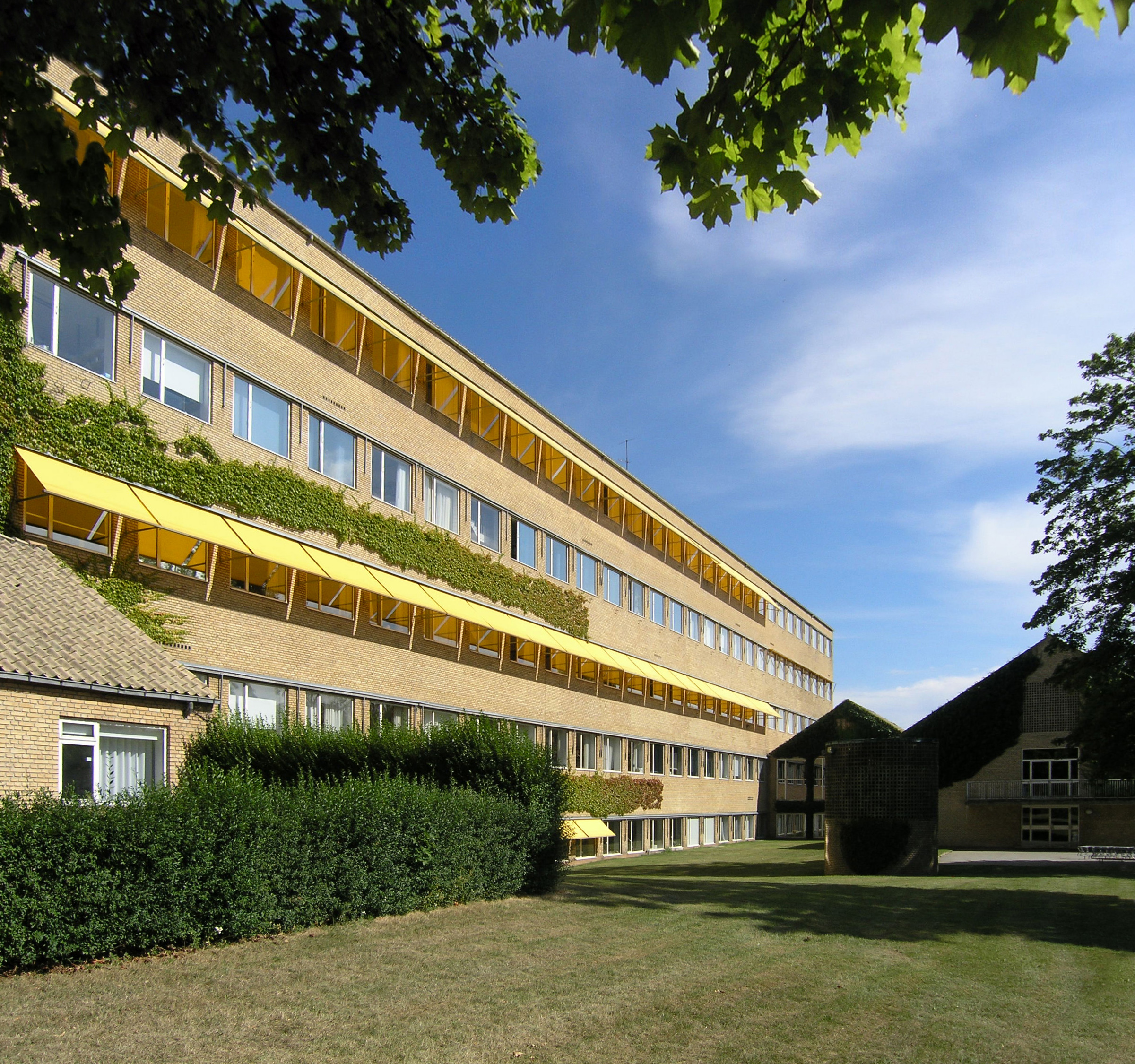
Aarhus university.

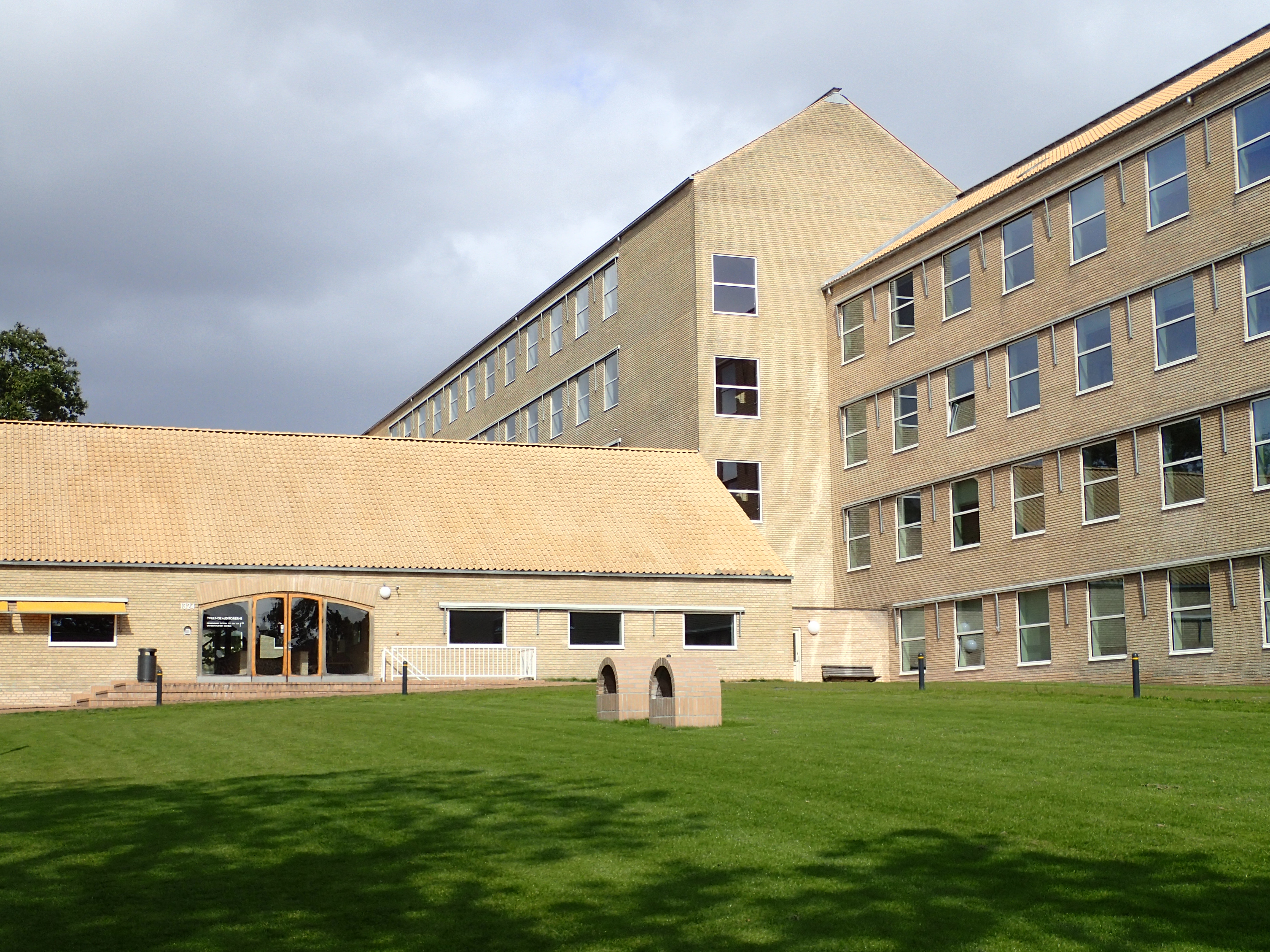
Psykologisk Institut, AU 02.

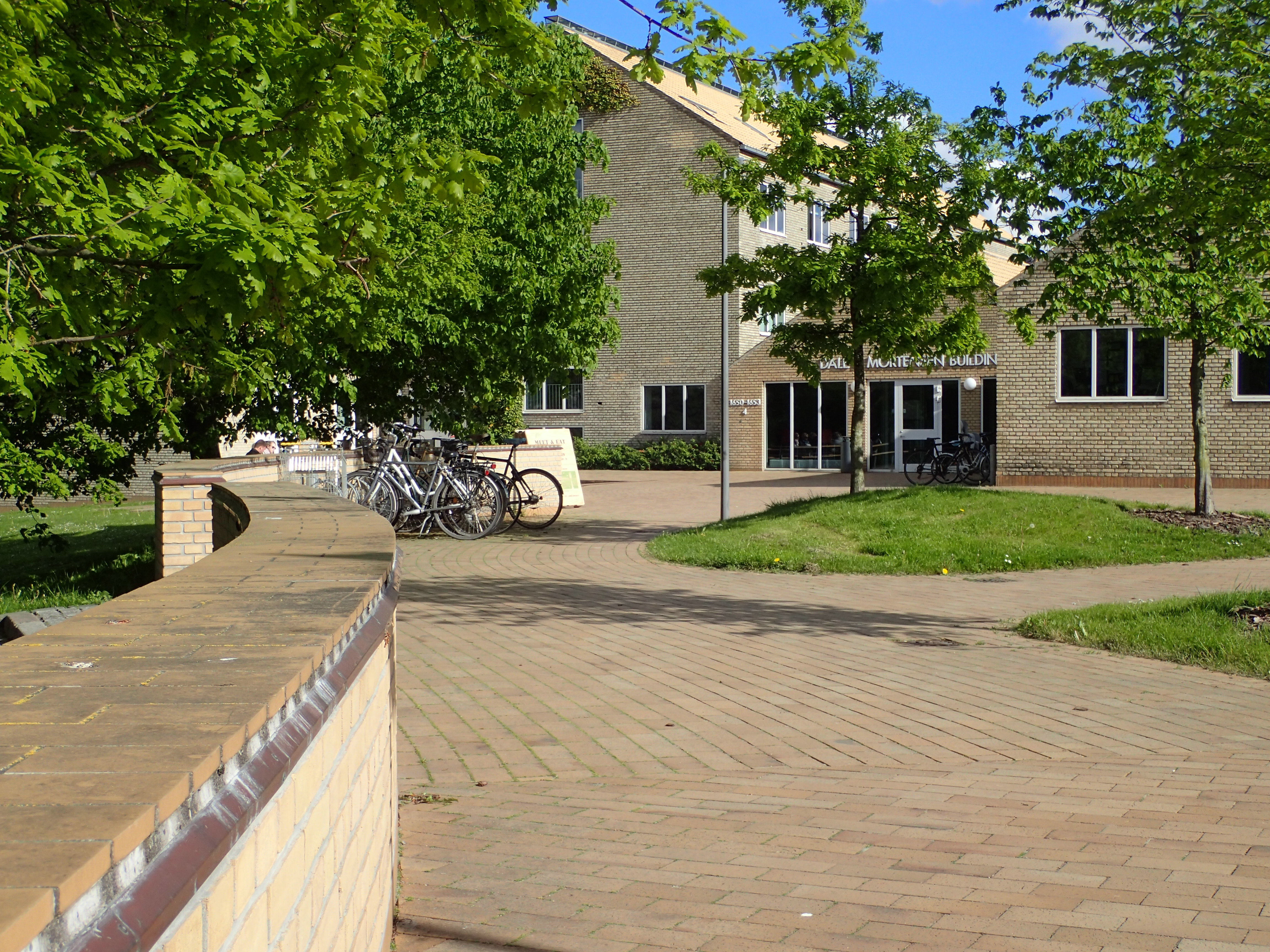
Internationalt Center (AU).

Aarhus universitets huvudcampus ligger i centrala Århus. Det vinnande bidrag för utformningen av campus i en arkitekturtävling 1931 vanns av de danska arkitekter Kay Fisker, CF Møller och Povl Stegmann i samarbete med landskapsarkitekten Carl Theodor Sørensen. Konstruktionen innehåller en mängd olika byggnader över ett stort utrymme, men varje byggnad består av samma gula tegel och taktegel, vilket ger hela campus ett enhetligt utseende. Konstruktion började 1932 och har fortsatt ända in i nutid. Den ursprungliga huvudbyggnaden var en av de första danska funktionalistiska offentliga byggnaderna och har tagits med i Kulturdepartementets lista av dansk arkitektur. Byggnaden är erkänd som en av de tolv mest betydande arkitektoniska verk i dansk kulturhistoria. CF Møller och hans företag, CF Møller Architects har fortsatt arbetat som huvudarkitekter för utbyggnaden av campus sedan dess. De viktigaste byggnaderna vid universitetet placeras i Universitetsparken. Parken och campus har utökats genom åren, 1957 la man till den gamla Vennelystparken, strax söder om universitetsparken. De gula byggnadernas harmoniska samspel med parkens grönska utgör ett campus som har fått internationellt erkännande för sina estetiska värden och campus är även skyddat enligt lag sedan 1993, i syfte att bevara sin unika design.
Campusområdet i Århus inspirerade arkitekten Hans Brunnberg, som åren 1960–1962 utarbetade riktlinjerna för universitetsområdet i Umeå.
Bortsett från huvudcampus, har Aarhus Universitet flera mindre campus och avdelningar i hela Århus. Detta omfattar campus Århus BSS, som är fakulteten för ekonomi, samhällsvetenskap och businesskommunikation. BSS har två egna campus: gamla Handelshögskolan och den nya campus Nobelparken, som angränsar till universitetsparken. Nobelparken är byggd 1997-2004 i rött tegel, av CF Møller Architects, men i en annan konstruktion. Det finns också ett campus på Trøjborg för nordisk språkvetenskap och relaterade studier, och institutet för datavetenskap använder vissa delar av forskningsparken i IT-byen i Katrinebjerg. Arkeologiska och antropologiska fakulteten återfinns i Moesgård Herrgård, en gammal herrgård intill den nyligen öppnade Moesgård Museum.
Århus universitet har också ett litet campus i Emdrup i Köpenhamn (ca. 6.000 studenter), där universitetets utbildningar och forskning inom pedagogik håller till. Planer på expansion till 2020 finns och tanken är att även den lilla miljövetenskapliga enheten på Frederiksborgvej 399 i Roskilde ska flytta dit. I staden Herning finns det också ett litet campus där några av universitetets ingenjörsvetenskapliga och tekniska program undervisas.

### Organisation och administration
Universitetet styrs av universitetsstyrelsen, som har 11 medlemmar: sex medlemmar rekryteras utanför universitetet vilket utgör en majoritet av styrelsen, två ledamöter utses av den akademiska personalen, en ledamot är utsedd av teknisk / administrativ personal, och två ledamöter är utsedda av studenterna. Rektor utses av universitetsstyrelsen. Rektorn i sin tur utser dekaner och dekaner utse prefekter. Det finns ingen universitetsfullmäktige och de anställda är inte involverad i utnämningen av sina chefer: rektor, dekaner, eller avdelningsansvariga. Därmed har universitetet ingen styrning via fakulteterna själva.

### Huvudsakliga akademiska områden
Sedan den 1 januari 2011 har universitetet organiserats i fyra huvudsakliga akademiska områden:
- Vetenskap och teknik - består av National Environmental Research Institute of Denmark (NERI), fd fakulteten för areella näringar och fd naturvetenskapliga fakulteten.
- Arts - består av den tidigare Humanistiska fakulteten, fd teologiska fakulteten och den danska School of Education.
- Århus BSS - består av den tidigare statsvetenskapliga fakulteten och Aarhus School of Business.
- Hälsa - består av före detta Hälsouniversitetet.

### Akademiker
Från och med den 1 oktober 2014, fanns det mer än 42.000 studerande i Århus universitet. Varje år kommer mer än 1000 internationella utbytesstudenter till Århus universitet för att studera en eller två terminer. Under 2009 var nära 3000 internationella studenter inskrivna för att läsa en utbildning i sin helhet vid universitetet. AU är ett internationellt universitet med en stor andel av studenterna som studerar över kandidatnivå. Över hälften av alla studenter är inskrivna i masterprogram och PhD. År 2011, undervisades 59 av universitetets 113 program magisterexamen på engelska. Talangutveckling av unga forskare har identifierats som en av universitetets kärnverksamheter. Detta innebär att högt kvalificerade studenter har möjlighet att starta sin doktorandstudier innan de har slutfört sin masterexamen. Universitetets forskarutbildning tillåter begåvade studenter att skriva in sig i en kombinerad master / forskarutbildning antingen direkt efter avslutad kandidatexamen (3 + 5 år) eller efter ett år på sitt masterprogram (4 + 4 år). Sedan 2006 har antalet doktorander ökat, från cirka 1000 år 2006 till runt 1700 år 2010.

### International Centre
The International Centre underhåller internationella partnerskap och kombinerar ett brett utbud av tjänster för utbytesstudenter, internationella fullexamensstuderande, doktorer och gästforskare. The International Centre är ofta den första anhalten för utländska studenter vid Århus universitet, eftersom Centret erbjuder råd om att hitta boende i Danmark. 

### AU sommaruniversitet
Från och med 2011 erbjuds alla sommarkurser och sommarskolor av Aarhus universitet för kandidat-, master- och doktorandstuderande under ett gemensamt ramverk: AU sommaruniversitet. Sommaren 2011 erbjöds mer än 80 kurser inom områdena humaniora, teologi, samhällsvetenskap, hälsa, naturvetenskap, areella näringar, näringsliv och utbildningsvetenskap. Sommarkurser är öppna för både danska och internationella studenter.

## Utbildningsprogram
Århus universitet har sett några stora administrationsförändringar sedan sekelskiftet och omfattar nu även flera stora underavdelningar som Aarhus BSS, Business Academy Aarhus (Baaa), AU Engineering, m.fl. Var och en av dessa underavdelningar erbjuder grund och / eller forskarutbildning innanför det egna ämnesområdet. De huvudsakliga akademiska utbildningsprogrammen vid Århus universitet finns för följande områden:

- Lantbruksvetenskap
- Biologi
- Bosniska / kroatiska / serbiska
- Kemi
- Kinesiska
- Arkeologi
- Klassisk filologi
- Kognitiv Semiotik
- Religionsvetenskap
- Datavetenskap
- Tjeckiska
- Tandvård
- Digital Design
- Ekonomi
- Teknik
- Etnografi
- Europaforskning
- Livsmedelsvetenskap
- Geologi
- Historia
- Idéhistoria
- Ungerska
- Information Studies
- IT / IT Produktutveckling
- Japanska
- Latin
- Juridik
- Lingvistik
- Förvaltning
- Matematisk ekonomi
- Matematik
- Media
- Medicin
- Medeltidens och renässansens arkeologi
- Moderna språk
- Molekylärbiologi
- Musikvetenskap
- Nanoteknologi
- Nordiska språk och litteratur
- Filosofi
- Fysik och astronomi
- Statsvetenskap
- Förhistorisk Arkeologi
- Psykologi
- Religiösa studier
- Ryska
- Skandinaviska studier
- Semitisk filologi
- Idrottsvetenskap
- Teologi
- Europas religiösa rötter

Åtta kandidatutbildningar och cirka 60 masterutbildningar ges på engelska.
Kontroversen runt Cheminova och akademisk frihet vid AU
Århus universitet är ägare av kemikalietillverkaren Cheminova, som kontroversiellt har sålt bekämpningsmedel metylparation till brasilianska lantbrukare.
Under 2009, mailade seniorforskaren Mette Jensen till sina kollegor vid AU och frågade om de tyckte att Cheminova borde sluta sälja de kontroversiella bekämpningsmedlen. På grund av mejlet hotade universitetet henne med avsked. 
Universitetets Pro-rektor Søren E. Frandsen förnekade att universitetet hade gjort några misstag och menade inte heller att universitetets agerande hotade yttrandefriheten eller den akademiska friheten för sin personal. 

## Större forskningscentra
Århus universitet är hem för 15 Centres of Excellence med stöd av den danska National Research Foundation och ett stort antal viktiga forskningscentra. De 15 Centres of Excellence är: 

- Centrum för membranpumpar i celler och sjukdomar (PUMPA)
- Centrum för olösliga proteinstrukturer (INSPIN)
- Centrum för Geomicrobiology
- Centrum för material inom Crystallography (CMC)
- Centrum för DNA nanoteknik
- Centrum för Funktionellt integrativ neurovetenskap (CIN)
- Centrum på självbiografisk minnesforskning (CON AMORE)
- Centrum för Massive Data Algorithmics (MADALGO)
- Vatten och Salt Research Centre
- Centrum för koldioxiderkännande och signalering (CARB)
- Centrum för forskning om ekonometrisk analys av tidsserier (SKAPAR) som är en av de bästa inom ämnesområdet.[2]. För närvarande är detta center placerad som näst bäst för forskning i ekonometrisk tidsserieanalys. Dessutom anses detta center som en av de bästa platserna för att studera en doktorsexamen i ekonometri.
- Centrum för Oxygen mikroskopi och bildbehandling (COMI)
- Centrum för mRNP biogenes och metabolism
- Centrum för Quantum geometri modul Spaces (QGM)
- Centrum för Theory of Interactive Beräkning
- Centrum för teoretisk kemi (qLEAP)

Några av universitetets andra viktiga forskningscentra inkluderar MindLab och Inano.

### MINDlab
MINDLAB bildades med ett bidrag på 120 miljoner danska kronor från det danska ministeriet för vetenskap, teknologi och innovation. På MINDLab arbetar neuroforskare, psykologer, biologer, statistiker och forskare från andra områden tillsammans för att förstå hjärnan, dess sjukdomar, och dess utveckling genom fysiska och sociala interaktioner. 

### Inano
Interdisciplinary Nanoscience Center (grundades 2002 av professor Flemming Besenbacher) erbjuder ett utbildningsprogram i nanovetenskap med en tvärvetenskaplig läroplan som täcker ett brett spektrum av inledande, avancerade och specialiserade kurser, vilka syftar till att ge den studerande en tillräckligt bred bas att bedriva tvärvetenskaplig forskning inom nanovetenskap och samtidigt uppnå disciplinärt djup och specialistkompetens inom utvalda områden. Därför omfattar programmet fysik, kemi, biologi, molekylärbiologi, matematik och datavetenskap.

## Studentlivet
Studenter från olika områden möts i de många fredagsbarerna, i studenthuset och på konserter i Universitetsparken och i resten av staden. Fredagsbarerna är ofta organiserade av de olika avdelningarna som sätter upp en liten bar i en matsal eller i klassrummet där öl och alkoholfria drycker serveras.
Universitetet har också ett antal bibliotek, varav vissa är öppna dygnet runt. Nästan varje avdelning har ett eget bibliotek, men huvudbiblioteket kallat Statsbiblioteket, fungerar även som centralbibliotek för de danska folkbiblioteken. Det har en omfattande elektronisk databas som studenter och personal kan få tillgång till antingen i biblioteket eller hemifrån.
Århus universitet Sport (AUS) är öppen för alla studenter och organiserar ett brett utbud av aktiviteter från badminton till fäktning och schack. 

### Studentorganisationer
De största studentorganisationer vid Århus universitet är Studenterrådet (motsvarande studentkåren) och Studenterlauget. Studenterrådet representerar den huvudsakliga studentkåren vid Århus universitet medan Studenterlauget snarare är en social organisation för AU BSS (School of Business och samhällsvetenskap). Studenterrådet har två platser i universitetsstyrelsen. Studenterrådet arrangerar också årliga konserter och seminarier samt publicerar studenttidningen Delfinen. 
Det finns även politiska studentorganisationer vid universitetet, varav de största är socialdemokratiska studenter (Frit Forum), konservativa studenter (Konservative Studenter) och Liberal studenter (Liberale Studerende). Den konservativa publicerar studenttidningen Kritik. Den liberala studenter union publicerar broschyren Minerva.

### Klubbar och föreningar
Århus universitet erbjuder många aktiviteter och tjänster för utländska och danska studenter. Flera "Fredagsbarer", dvs som klubbar organiseras och bemannas av studenter vid universitetet erbjuder billig öl och drinkar, vilket är mycket uppskattat bland studenterna. 

### Aarhus studenthuset (Studenterhus Århus)
Århus universitet erbjuder ett gratis medlemskap i Århus studenthuset för alla utbytesstudenter. Detta är mötesplatsen för internationella och danska studenter i Århus. Studenthuset organiserar sociala och kulturella aktiviteter under hela året, allt från partyn till resor och språkundervisning. Ett återkommande arrangemang är International Night på tisdagar.  

### Aarhus Universitets-Sport (AUS)
AUS är den officiella idrottsförening i Aarhus universitet, och är öppen för alla studenter. Det är en paraplyorganisation som består av 14 självständiga medlemsklubbar, som hyser ett stort utbud av aktiviteter, allt från badminton till fäktning och schack. Dessutom erbjuder AUS även fristående aktiviteter såsom inomhusfotbollsturneringar, gym och skidresor. Dess volleybollsektion, ASV, tillhör de mest framgångsrika i Danmark.

### Dale Café
Dale Café är en mötesplats för internationella studenter och universitetets doktorander som öppnade 2011. Caféet bjuder på kaffe, smörgåsar och ett brett urval av öl. Den har en informell lounge där studenter och unga forskare kan koppla av och njuta av snacks och drycker. Liksom huvudbyggnaden, är Dale Café uppkallad efter Århus universitets 2010 Nobelpristagare i ekonomi, Dale Mortensen. I Dale Mortensen Building finns The International Centre, The PDh House och The International Center’s sovsal, som innehåller 28 enkelrum och två lägenheter. Dessa hyrs ut till nyligen anlända internationella doktorander.

### Klubben
Klubben är en bar som ligger vid den tidigare ASB (Aarhus School of Business), nu under fakulteten BSS (School of Business och samhällsvetenskap). Baren är öppen under ordinarie skoltid och vardagar, men är värd för större fester under fredagar och i samband med större idrottsevenemang. Insläppet är vanligtvis begränsat till studenter på Handelshögskolan och samhällsvetenskap. 

### Studenterlauget
Studenterlauget, studentorganisationen för BSS, School of Business och samhällsvetenskap (vid fd ASB) är för närvarande den största studentorganisation i Danmark. Organisationen har cirka 4000 medlemmar och cirka 130 anställda, de flesta av dem studenter. 
Anmärkningsvärda alumni, lärare och studenter
Före detta och aktuella verksamma vid AU

- Benjamin K. Sovacool, chef för Centrum för energiteknik på AU-Herning och professor i samhällsvetenskap.
- Bjørn Lomborg, dansk författare, akademiker och klimatskeptiker.
- David Field, fysiker.
- David Gress, dansk-amerikansk historiker.
- Helmuth Nyborg, dansk professor i utvecklingspsykologi.
- Ivan Damgård, dansk kryptograf.
- Jens Christian Skou, dansk kemist och nobelpristagare i kemi 1997.
- Johannes Sløk, dansk filosof och teolog.
- Birte Melsen, dansk tandläkare
- Jørgen Christensen-Dalsgaard, dansk astronom.
- Kjeld Philip, dansk ekonom och politiker.
- K.E. Løgstrup, dansk filosof och teolog. Pastor i Sandager-Holevad 1936–1943. Professor vid Århus universitet 1943–1975
- Kristen Nygaard, norsk datavetare (1975–1976), mottagare av Turingpriset.
- Ole Barndorff-Nielsen, dansk statistiker.
- Poul Jørgensen, kemist, direktör för qLEAP centrum för teoretisk kemi.
- Torben M. Andersen, professor, tidigare ordförande i Välfärdskommissionen.

### Internationellt erkännande
Under de senaste åren har Aarhus universitet stigit i internationella universitetsrankningar. I 2015 års Shanghai Ranking rankas Århus universitet som 73:e bästa universitetet i världen. 2013 National Taiwan University Ranking rankar det som 86:e bästa, och Leiden Ranking sätter universitetet på 77:e plats bland de största universiteten i världen. 2010 CHE Excellence Ranking omfattar sju forskningsområden: biologi, kemi, ekonomi, fysik, matematik, statsvetenskap och psykologi. Århus universitet har utvärderats som "utmärkt" inom biologi, fysik, matematik och statsvetenskap.

### Universitetsboenden för studenter
- Bronzealdervænget
- Børglum Kollegiet
- Dania Kollegiet
- Grundtvigs Hus Kollegiet
- Hejredal Kollegiet
- Herredsvej
- Kirsebærhaven
- Kløvergården
- Kollegierne i Universitetsparken
- Ladegårdskollegiet
- Nørre Alle Kollegiet
- Ravnsbjerg Kollegiet
- Rundhøjkollegiet
- Skejbygårds Kollegiet
- Skejbyparken
- Skelager Kollegiet
- Skjoldhøj Kollegiet
- Skovkollegiet
- Stenaldervej Kollegiet
- Tandlægekollegiet
- Teknologkollegiet
- Vilhelm Kiers Kollegium

Vissa boende ligger i universitetsparken på campus; andra är spridda över hela staden.

## Partneruniversitet och medlemskap
- Ledamot i Coimbra Group
- Medlem i Utrecht Network

Universitetets motto är Solidum petit in profundis.